# Рибне господарство України
Рибне господарство — галузь господарства, до якої належить добування, переробка, відтворення і збільшення запасів риби та інших водних організмів у природних і штучних водоймах. Дає цінні харчові, кормові, лікарські й технічні продукти. Поділяється на рибальство, що має завданням ловити рибу і добувати морського звіра, та рибництво — збереження і поліпшення рибних запасів у природних водоймах і розведення риби у штучних. Рибальство може бути промисловим або аматорським (див. Спортивне рибальство). Промислове рибальство поділяється на океанічне, морське, прибережне і на внутрішніх водоймах (річках, озерах, ставках, водоймищах).

## Історія
В Україні рибне господарство було відоме від палеоліту. В античну добу з України у великій кількості вивозили рибу до Греції з Ольвії та інших грецьких колоній, за середньовіччя — до Візантії. На Запорозькій Січі рибне господарство було одним з основних промислів запорожців. Про рибне багатство України згадують подорожні М. Литвин (1550). Ґ. Боплан (1630-47), Ґ. Ржончинський (1721) та інші. У 19 ст. надмірний і хижацький вилов риби зменшив рибне багатство України, хоч уведено контроль над виловом риби й засновано риборозплідники (у Російській імперії охоронні заходи застосовано вперше у 1771 р., але перші «Правила рыболовства» видано щойно 1878; у Польщі рибальські справи нормувала «Ustawa rybacka» з 1932 р.). Тому щорічний вилов риби у річках центральних і східних Українських земель за час з 1900 до 1914 зменшився приблизно на половину — зокрема вилови цінних і рідкісних риб, а деякі види їх загинули. 1913 вилов риби, здобич морських звірів і морепродуктів на території УРСР становили 37100 т, або 3,7 % всього СРСР (190 млн т). 80 % видобутку риби в УРСР припадало на моря, 20 % — на річки. Після зменшення вилову риби і морського звіра в 1916 — 23 він став збільшуватися і досяг у 1940 р. 139 100 т (Табл. 1). У 1930-х роках  здійснено колективізацію рибного господарства.
Таблиця 1. Вилов риби, здобич морського звіра, китів і морепродуктів в СРСР і Радянській Україні.
| Роки | СРСР (тис. т) | УРСР (тис. т) | у % до СРСР |
| ---- | ------------- | ------------- | ----------- |
| 1913 | 1 051         | 37,1          | 3,5         |
| 1928 | 840           | 44,7          | 5,3         |
| 1932 | 1333          | 126,4         | 9,5         |
| 1940 | 1404          | 139,1         | 9,9         |
| 1945 | 1 125         | 59,8          | 5,4         |
| 1950 | 1 755         | 190,3         | 10,8        |
| 1955 | 2 737         | 246,1         | 6,6         |
| 1960 | 3541          | 535,8         | 15,2        |
| 1965 | 5 774         | 589,4         | 10,2        |
| 1970 | 7900          | 891,1         | 9,9         |

Після повторного занепаду рибного господарства у 1941-44 роках (у 1945 р. видобуто лише 59800 т риби) воно швидко зростає завдяки вдосконаленню метод вилову риби і добування морського звіра, модернізації рибопромислового флоту і поповненню його найновішими типами суден (риболовними траулерами різних видів, плавучими базами тощо), введенню розшукової гідроакустичної апаратури, збільшенню й якісному поліпшенню рибоводних і меліоративних заходів (зокрема у внутрішніх водоймах, серед інших поліпшення видового складу промислових риб, забезпечення процесу розмноження риб тощо), розбудові рибних пристаней і рибної промисловості. Чимале значення мало поширення рибальства трохи далі від берега на відкриту частину Чорного моря (є дуже бідним на рибу), значно більше на світові океани (від 1958 р.) і добування китів у водах Антарктики та їх переробку.
Розвиткові рибного господарства в Україні, зокрема у внутрішніх водоймах, допомагають науково-дослідні інститути: Український НДІ рибного господарства у Києві, Київський відділ Всесоюзного Інституту для проектування рибогосподарських споруд, Азово-Чорноморський НДІ морського рибного господарства і океанографії в Керчі, Інститут біології південних морів AH УРСР у Севастополі (з 1963 р.), Азовський НДІ рибного господарства в Ростові-на-Дону, Інститут гідробіології АН УРСР (створений 1932 р. на базі Київ.-Дніпровської біологічної станції) та ін. Ці установи вивчають санітарний стан річок, питання ставкового рибного господарства, гідробіологічний режим водосховищ, гирлові ділянки річок і лимани; приділяють увагу розселенню та акліматизації різних риб і безхребетних у внутрішніх водах тощо.
Океанічне і морське рибальство в СРСР і УРСР належали державним підприємствам, які мають великий промисловий флот, рибопереробні, судноремонтні верфі та ін. Добування риби у прибережних смугах морів і у внутрішніх водоймах належали в основному риболовецьким колгоспам (подекуди радгоспам), які діяли за статутом рибальської артілі з 1939 р. В Україні їх було станом на 1970 р. — 109, головне на узбережжях морів, на Дніпрі й Дунаї і його водосховищах. Рибальські колгоспи добували щороку близько 1,5 млн кг риби (20—25 % вилову в УРСР); вони були об'єднані у рибоколгоспспілки. Кількість відловлюваної риби наведена в Табл. 2.
Таблиця 2. Вилов риби добування морського звіра, китів і морепродуктів підприємствами УРСР.
| Місце вилову        | 1000 т | %     |
| ------------------- | ------ | ----- |
| Світовий океан      | 419,0  | 61,7  |
| Азовське і Чорне м. | 139,5  | 20,6  |
| Внутрішні води      | 119,9  | 17,7  |
| у тому числі:       |        |       |
| річки               | 67,6   | 10,0  |
| озера               | 2,3    | 0,3   |
| ставки              | 30,0   | 4,5   |
| водойми             | 20,0   | 2,9   |
| Разом               | 678,4  | 100,0 |

У 1946 р. було організовано китобійну антарктичну флотилію «Слава» (28 715 т), 1959 р. — також флотилію «Радянська Україна» (43 800 т), що базувались в Одеському порті. До китобійної антарктичної флотилії «Радянська Україна» належали китобаза «Радянська Україна» і 20 китобійних суден. Вона оперувала на південь від 40° південної ширина навколо Антарктики і належала до більших флотилій світу. З 1964 до 1988 року діяло Головне управління рибного господарства внутрішніх водойм УРСР (Укрголоврибгосп), яке очолював Горошко Володимир Петрович.
На початку 1971 р. в УРСР діяло 181 риболовне, рибообробне і рибопереробне підприємство. Найбільші з них: Керченське управління антарктичного рибальства, Севастопольське управління тралового флоту, управління антарктичної китобійної і риболовного флоту в Одесі, Маріупольський рибоконсервний комбінат, Керченський рибоконсервний завод, Бердянський, Севастопольський та інші рибоконсервні комбінати. Хоч вилов риби і морського звіра досяг 1970 р. 891 100 т, продукти рибної промисловості не покривають попиту населення, і Україна примушена довозити рибу з інших районів СРСР.
Споживання риби й рибопродуктів на душу населення в УРСР було: 1960 — 9,7 кг, 1965 — 12,5 кг, 1969 — 16,9 кг (в СРСР відповідно — 9,9, 12,6, 15,8 кг). Пропорція риби до м'яса становить 1 : 2,8.

### Сучасний стан
Води України мають близько 200 (за іншими даними — 180) видів риб: 110 у річках, 180 — у морі (близько 90 видів живуть і в прибережних частинах Азовського та Чорного морів, і в річках, що впадають у ці моря). Переважна більшість видів риб є промисловими; кілька десятків не мають промислового значення з уваги на свою нечисленність, малий розмір чи отруйність; серед промислових ледве близько 10 % має більше значення, і на них припадає більшість улову.
Риби внутрішніх водойм України трапляються такі, що постійно живуть у річках, озерах чи ставах, такі, що обмежені у своєму поширенні окремими річками, такі, що живуть водночас і в річках і в лиманах; прохідні (осетри, білуга, оселедець та ін.), що частину життя проводять у морі, частину — в річках, ще ін., що живуть в опріснених, прилеглих до гирла річок ділянках моря і входять у річки для нересту та зимівлі. Рибою, яка живе у річці, але на нерест іде у море, є вугор. Рибальство на внутрішніх водах вже не має добрих умов розвитку, бо води України все більше стають занечищені, а для їх очищення вкладається замало коштів. Ряд видів риб винищено, на що вплинув також її хижацький вилов.
Річкове рибне господарство мало в Україні до початку 19 ст. найбільше значення. Серед річок України основне рибогосподарство значення мають Дніпро (з його приток — головне Прип'ять і Десна), нижній Дунай, менше Дністер, Південний Буг і Сіверський Донець. У сточищі Дніпра налічується 66 видів риб (у пригирловій частині); основними промисловими видами є: лящ, судак, короп, лин, щука, сом, окунь. Багатий на рибу нижній Дунай — 71 вид, серед них велике промислове значення мають: білуга, осетер, севрюга, стерлядь, сом, лин, короп, щука і оселедець, що заходять з моря.
Чимало риб має Південний Буг, зокрема у пригирловій частині (70 видів; у середньому — близько ЗО), серед них найголовніші: короп, лящ, плітка, червоноперка, окунь, карась. Іхтіофауна Дністра нараховує 57 видів (у верхів'ї переважають марена, підуст, головець та інші види, що живуть у поточній воді; у нижній — плітка, краснопірка, окунь, бичок, чехоня, лящ та ін.); Сіверський Донець — 44 види (лящ, підуст, в'язь, щука й ін.). Деяку роль у відтворенні рибних запасів великих річок відіграють їхні притоки.
Крім риб, властивих фауні України, у деяких річках трапляються риби-вселенці (царьок, сомик, гамбузія). За останні роки ведуться досліди над акліматизацією сигів; з Далекого сходу завезено для акліматизації білого і чорного амура, амурського сазана, білого та пістряного товстолобика.
Озерне господарство зосереджене переважно на Поліссі й у заплаві нижньої течії Дунаю. На Поліссі є 268 озер загальною площею 16 000 га; у них є 32 види риб, у тому числі: лящ, плітка, краснопірка, щука, окунь, лин, карась, йорж, канальний сом; промислова рибопродуктивність окремих озер є від 7,5 до 40 кг/га. Водяна площа основного фонду наддунайських озер є близько 45 000 га з рибопродуктивністю від 21 до 73 кг/га; цінніші види: короп, лящ, судак, щука, менше цінні: окунь, краснопірка, бички, тюльки, верховодка та ін.
Найінтенсивнішою формою рибного господарства є ставкове. Ставковий фонд України (близько 22 000 ставків) становить лише близько 170 000 га водної площі, з них зариблено близько 75 000 га; щорічний вилов риби у них — близько 30 000 т. Пересічна рибопродуктивність ставків (станом на 1970 р.) — 720 кг/га. Основним об'єктом тепловодного ставкового рибного господарства є короп, холодноводного — пструг (головним чином — у горах).
У ставковому рибному господарстві розгорнена племінна робота, спрямована на поліпшення спадкових якостей і підвищення продуктивності риби. В Україні виведено дві породи коропа — український лускатий і український рамчастий, які на 20 % продуктивніші, ніж безпородний дзеркальний короп. Ведуться також і промислове схрещування коропів різних порід та коропа з амурським сазаном, заведено теж китайського коропа. У наслідок інтенсифікації ставкового рибного господарства площа рибоводних ставків і вилови риби у них повільно зростають. Для штучного риборозведення існує 8 форелевих рибоводних ставків у Карпатах та один у Криму, 2 форелеві ферми у Волинській та Тернопільській областях, товарне господарство «Свалява» в Карпатах, осетровий завод на нижньому Дніпрі, нерестововирощувальні господарства на Каховському і Кременчуцькому водоймищах.
У зв'язку з спорудженням Дніпровського каскаду гідроелектростанцій на Дніпрі рибальство погіршало. У великих водосховищах, організовано рибне господарство нового типу, відмінне від річкового. Причиною цього є те, що гребля Дніпровського (а згодом й інші) обмежила вільний доступ прохідним рибам, а риби, які не люблять стоячих вод перейшли на північ. Основними об'єктами промислу в дніпровських водосховищах є лящ, судак, сазан і сом. 1969 з водосховищ Дніпра видобуто 172 600 т риби (площа водосховищ 5 282 км²), або 33 кг з 1 га. Найбільшу рибопродуктивність (бл. 40 кг) мають Каховське і Кременчуцьке водосховище. Добування риби здійснюють рибоколгоспи кількох рибокомбінатів. На водосховищах створено кілька господарств, у яких вирощують мальків цінних видів риб для зарибнення річки і водоймищ. Велику увагу приділяють меліорації водойм. Деяке значення для рибного господарства мають також водосховища питної води, іриґаційні та ін.
Морське рибальство охоплює чорноморський та азовський регіони. Найбільше значення має азовський район; його рибне багатство відзначається чималою поживою (органогенні речовини, акумульовані Доном і Кубанню), наявністю місць, придатних для відкладання ікри (гирла Дону й Кубані) і прохідними й півпрохідними рибами. Головними місцями вилову є — гирла Дону й Кубані та Керченська протока; взимку провадять підльодові вилови у Таганрозькій затоці. Промислова продуктивність Азовського моря дуже велика — до 80 кг/га. В Азовському морі зустрічається близько 80 видів і підвидів риб; найбільше промислове значення мають: кілька, хамса, бички, судак, лящ, тараня, короп, осетер, севрюга, оселедці, кефаль, анчоус й ін.
За останній час він сильно зменшується через забруднення моря і надмірний вилов. На базі рибних ресурсів Азовського моря у межах України працюють Генічеський, Маріупольський та Керченський рибокомбінати та Мисівський і Аршинцівський рибозаводи.
Чорне море у своїй продуктивності обмежене недостачею мілин та чималою глибиною, наповненою сірководнем (з глибини 150–200 м). На відміну від Азовського моря, у Чорному основну масу виловлюваної риби дають морські види.
У прилеглих до Чорного моря водоймах та у пониззях Дністра й Дунаю розвинуте промисел прісноводного рака (1969 р. — 455,5 т).
Рибна промисловість і рибоконсервне виробництво зосереджене на узбережжі Чорного і Азовського морів і над Дніпром. Головними його центрами є Одеса, Керч, Севастополь, Очаків, Білгород-Дністровський, Маріуполь, Бердянськ, Вилкове, Генічеськ, Ялта, Запоріжжя, Дніпро, Черкаси, Ізмаїл, Кілія.

#### 2023
19 жовтня в Україні розпочала роботу Єдина державна електронна система управління галуззю рибного господарства (єРиба).

#### 2025
Станом на початок 2025 року в Україні тривають аукціони з надання права потенційним промисловим рибалкам можливості виловлювати  водні біоресурси у промислових масштабах.
27 січня, за повідомленням Держрибагентства України, нова бюджетна програма «Заходи із вселення водних біоресурсів у рибогосподарські водні об’єкти (їхні частини)» принесла перші кошти, які надійшли від зростання стартової ціни на аукціонах з продажу права на спеціальне використання водних біоресурсів у 2025 році. Від перших аукціонів на промисловий вилов риби у 2025 році на зариблення водойм надійшло 3,38 млн грн. Це сприятиме відновленню рибних популяцій і підвищенню загальної рибопродуктивності водойм.

## Зариблення річок
В період з 2010 по 2017 рік риборозплідними заводами було вселено у водойми України понад 66 млн екз. водних біоресурсів. Основними видами відтворення є: рослиноїдні (білий амур, білий і строкатий товстолобик), коропа та аборигенні (щука, судак, сом). Також відбувалось зариблення лососевими (райдужна і струмкова форель, дунайський лосось) та червонокнижними видами риб (російський осетер і стерлядь).

## Науково-дослідні інституції
- Південний науково-дослідний інститут морського рибного господарства та океанографії
- Інститут рибного господарства Національної академії аграрних наук України

## Підприємства
- Новокаховський рибоводний завод частикових риб
- Херсонський виробничо-експериментальний завод по розведенню молоді частикових риб
- Виробничо-експериментальний дніпровський осетровий рибовідтворювальний завод ім. академіка С. Т. Артющика
- Рибоводний форелевий завод «Лопушно»
- Іркліївський розплідник рослиноїдних риб
- Хмельницький рибгосп (ПрАТ "Хмельницькрибгосп")